# Jääkarhu
Jääkarhu, później Sibiriakow – fiński lodołamacz, zbudowany w 1926 roku w Holandii. W 1945 roku przekazany ZSRR, służył do 1972 roku pod nazwą „Sibiriakow”.

## Budowa
Lodołamacz „Jääkarhu” został zbudowany na zamówienie Finlandii w 1926 roku w holenderskiej stoczni Machinefabriek en Scheepswerf P. Smit w Amsterdamie. Przyczyną jego budowy była potrzeba uzupełnienia braków w lodołamaczach, które Finlandia musiała oddać Rosji po pokoju w Tartu w 1920 roku. Autorami projektu byli fińscy konstruktorzy K. Johansson i Ossian Tybeck, którzy wykorzystali doświadczenia z eksploatacji jednostek tego rodzaju w Finlandii. Od razu został też przystosowany do montażu uzbrojenia.

## Opis
Lodołamacz miał wyporność standardową 4825 ton. Długość całkowita wynosiła 78,4 m, szerokość 19,3 m, a  zanurzenie 6,4 m. Napęd stanowiły trzy maszyny parowe o mocy łącznej 9800 KM, z tego dwie główne napędzające dwie śruby na rufie i jedna pomocnicza, napędzająca śrubę na dziobie. Dwie kotłownie były umieszczone na śródokręciu, a maszynownie znajdowały się za nimi (na rufie) i przed nimi (na dziobie). Prędkość maksymalna wynosiła 18 węzłów. Załoga liczyła 147 osób.
Do celów wojskowych lodołamacz mógł zostać uzbrojony w cztery działa kalibru 102 mm o długości 60 kalibrów i dwa działka automatyczne kalibru 20 mm. Lodołamacz posiadał wzmocnienia do montażu dział i komory amunicyjne.

## Służba

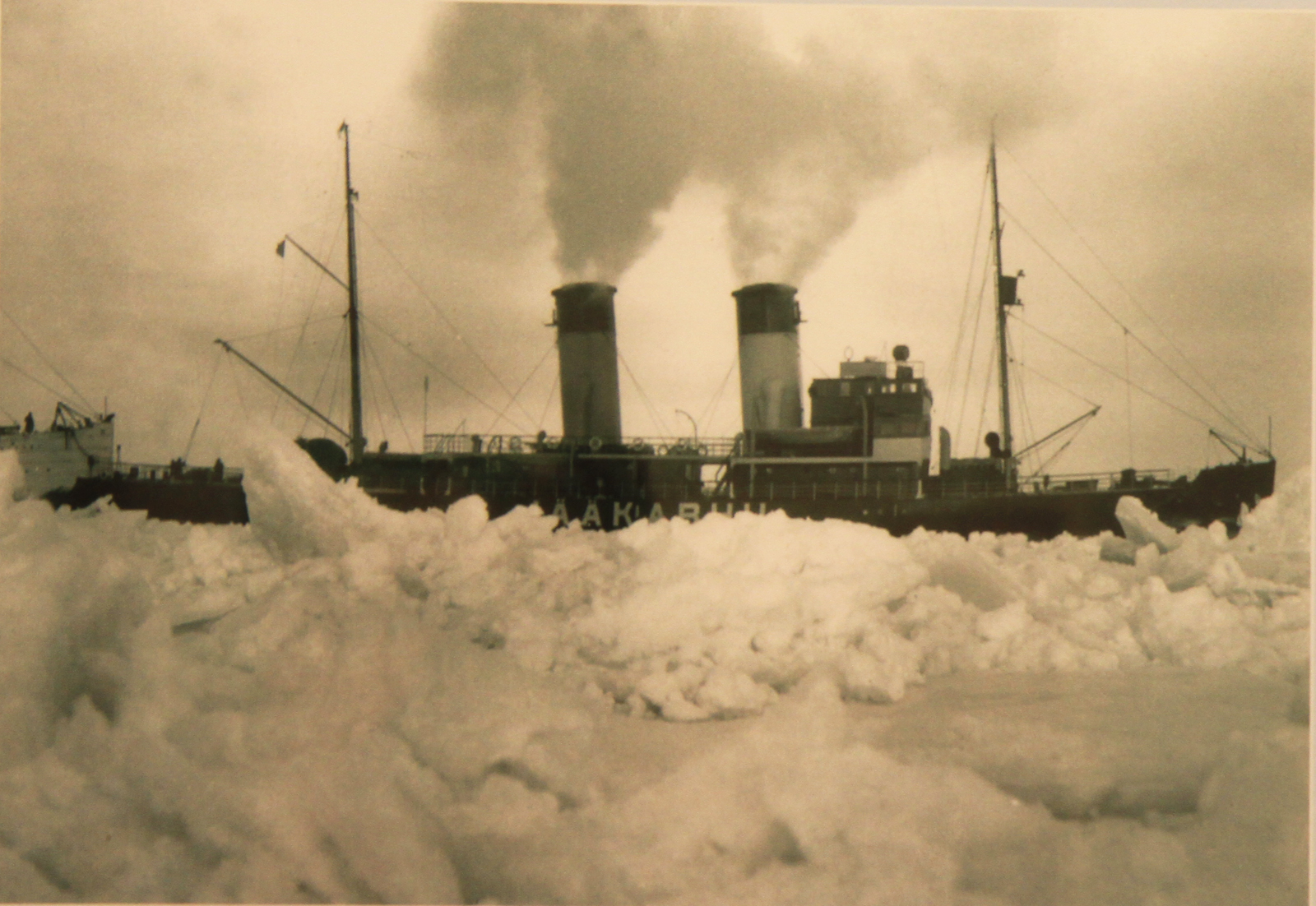
„Jääkarhu” w lodach

Lodołamacz był eksploatowany w okresie międzywojennym w Finlandii, jako największy, najmocniejszy i najnowszy lodołamacz fiński.
Podczas wojny zimowej w latach 1940/41, „Jääkarhu” był atakowany przez radzieckie samoloty, lecz bez strat. Podczas wojny kontynuacyjnej brał udział m.in. w operacji Nordwind, w której zatonął pancernik obrony wybrzeża „Ilmarinen”. 2 lutego 1942 roku uszkodził dziobową śrubę na mieliźnie w Zatoce Fińskiej, po czym był remontowany w Szwecji.
Po zakończeniu II wojny światowej, w 1945 roku „Jääkarhu” został przekazany ZSRR w ramach reparacji wojennych. Wszedł do eksploatacji pod nazwą „Sibiriakow”. W 1953 roku kotły przerobiono na opalanie paliwem płynnym. Służył na Bałtyku, a w 1957 roku został przekazany dla Murmańskiej Żeglugi Arktycznej w Murmańsku. W 1972 roku został wycofany z eksploatacji i oddany na złom.